# Tangxia, Dongguan
Tangxia (kinesiska: 塘厦) är en köping i sydöstra  Kina.  Den ligger i staden Dongguan i provinsen Guangdong, omkring 92 kilometer sydost om provinshuvudstaden Guangzhou. Antalet invånare är 482 067. Befolkningen består av 218 508 kvinnor och 263 559 män. Barn under 15 år utgör 6,0 %, vuxna 15-64 år 92 %, och äldre över 65 år 0,00 %.